# برد (هطول)

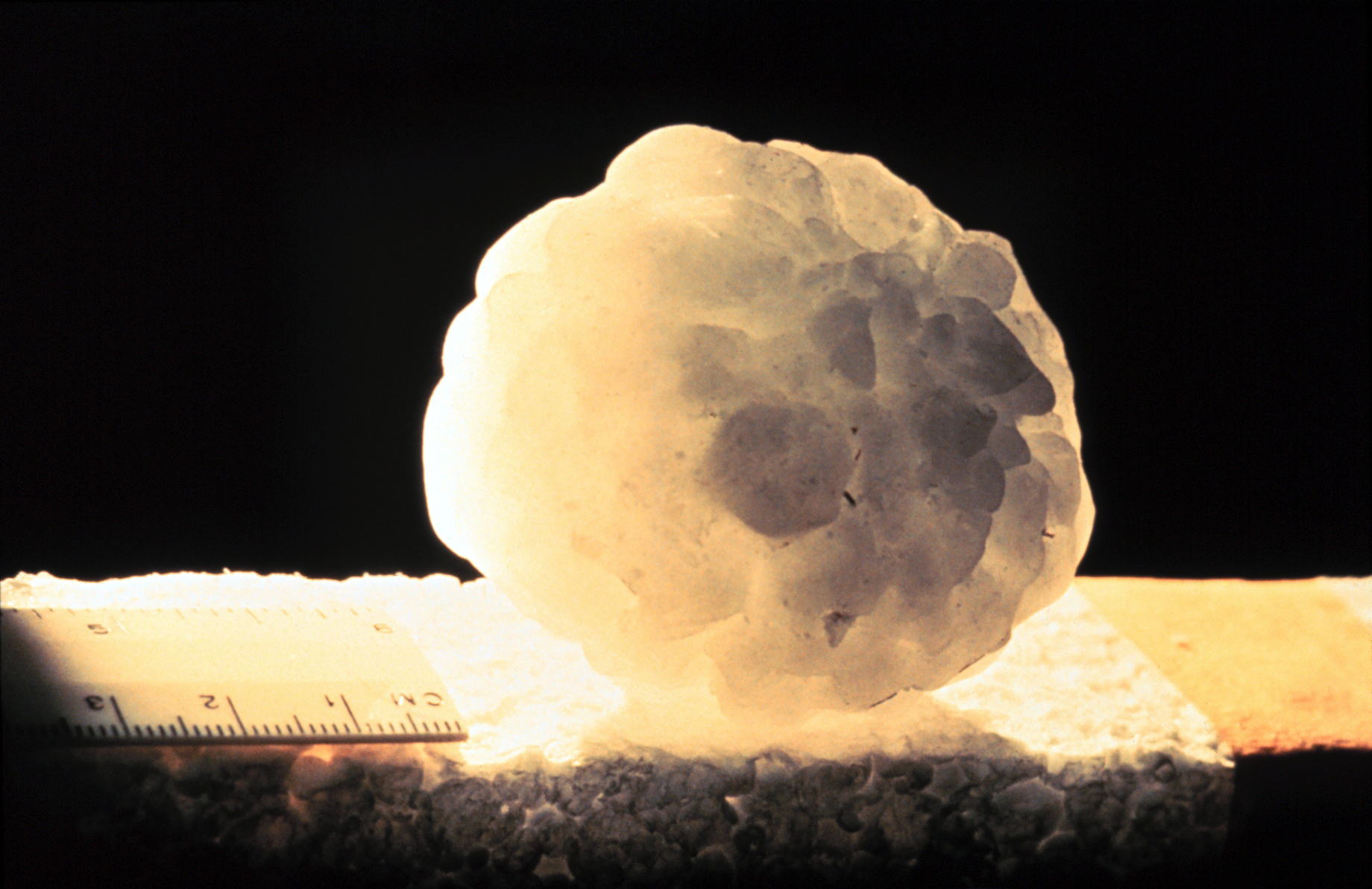
قطعة مترسبة من البرد يصل قطرها 6 سم تشكلت من التحام عدة قطع من البرد

البَرَدُ (بالإنجليزية: Hail) وهو شكل من الهطول، بخاصة هطول الأمطار الصلبة. وهي تختلف عن حبيبات الجليد (الإنجليزية الأمريكية «الصقيع»)، على الرغم من الخلط بين الاثنين. حيث أنه عبارة عن كتل من الجليد كروية تتكون من كرات أو كتل غير منتظمة من الجليد، تسمى كل منها حجر البرد. تسقط حبيبات الجليد بشكل عام في الطقس البارد بينما يتم منع نمو البرد بشكل كبير أثناء درجات حرارة السطح الباردة. يتراوح قطرها من بضعة ميليمترات إلى عدة سنتيمترات. تتألف حبات البرد من طبقات جليدية سمكها نحو 1 مم، والطبقات الشفافة تتناوب مع شافّة (نصف شفافة).
يتشكل البرد في الغيوم الركامية ثخينة، عادةً في الموسم الدافئ وأثناء العواصف الرعدية نتيجة تجمد قطرات المطر التي تشكل نواة لحبات البرد تنمو عليها طبقات من الجليد؛ وتتشكل حبات البرد الكبيرة بوجود تيارات هوائية صاعدة تمنع سقوط الحبات الصغيرة.
يستمر هطول البرد عادةً بضعة دقائق، وقد يشكل على الأرض طبقة ثخنها عدة سنتيمترات.
يسبب البرد أذًى بالغاً للمحاصيل الزراعية. تعتمد مكافحة البرد على إدخال مادة كيميائية (يود الرصاص أو يود الفضة) في الجزء الأبرد من السحابة بواسطة صواريخ تساعد على تجمد القطرات وزيادة عدد نوى التبلور، وبالتالي إلى تصغير حجم كل حبة برد، فتذوب قبل وصولها إلى سطح الأرض. تسقط هذه الحبات بكثرة وبالأخص في فصل الشتاء علي منطفة الجبل الأخضر شرق ليبيا وبالأخص في مدينتي البيضاء وشحات وضواحيهما.
وخلافا لأشكال أخرى من جليد الماء مثل برد دقيق، وهو مصنوع من الصقيع، والكريات الجليد، التي هي أصغر وشفافة، وعادة قياس البرد بين 5 مـم (0.2 بوصة) و 15 سـم (6 بوصة) في القطر. رمز الإبلاغ METAR 5 مـم (0.20 بوصة) أو أكبر من GR، بينما يتم ترميز أحجار البرد الصغيرة والكريستال الصغيرة GS .
يكون البَرَد ممكنًا في معظم العواصف الرعدية لأنه ينتج عن الركام،  وفي غضون 2 nmi (3.7 كـم) من العاصفة الأم. يتطلب تكوين حائل بيئات ذات حركة قوية تصاعدية للهواء مع العاصفة الرعدية الأم (على غرار الأعاصير) والارتفاعات المنخفضة لمستوى التجمد. في خطوط العرض الوسطى، يتشكل البرد بالقرب من المناطق الداخلية للقارات، بينما في المناطق الاستوائية، يميل إلى أن يكون محصورًا في المرتفعات العالية.
هناك طرق متاحة للكشف عن العواصف الرعدية الناتجة عن البَرَد باستخدام الأقمار الصناعية الخاصة بالطقس وصور رادار الطقس. تسقط أحجار البرد عمومًا بسرعات أعلى مع نمو حجمها، على الرغم من أن العوامل المعقدة مثل الذوبان والاحتكاك مع الهواء والرياح والتفاعل مع المطر وحجارة البَرَد الأخرى يمكن أن تبطئ هبوطها عبر الغلاف الجوي للأرض. يتم إصدار تحذيرات قاسية من البرد عندما تصل الأحجار إلى حجم ضار، حيث يمكن أن تسبب أضرارًا جسيمة للهياكل من صنع الإنسان، والأكثر شيوعًا، محاصيل المزارعين.

## تلخيص

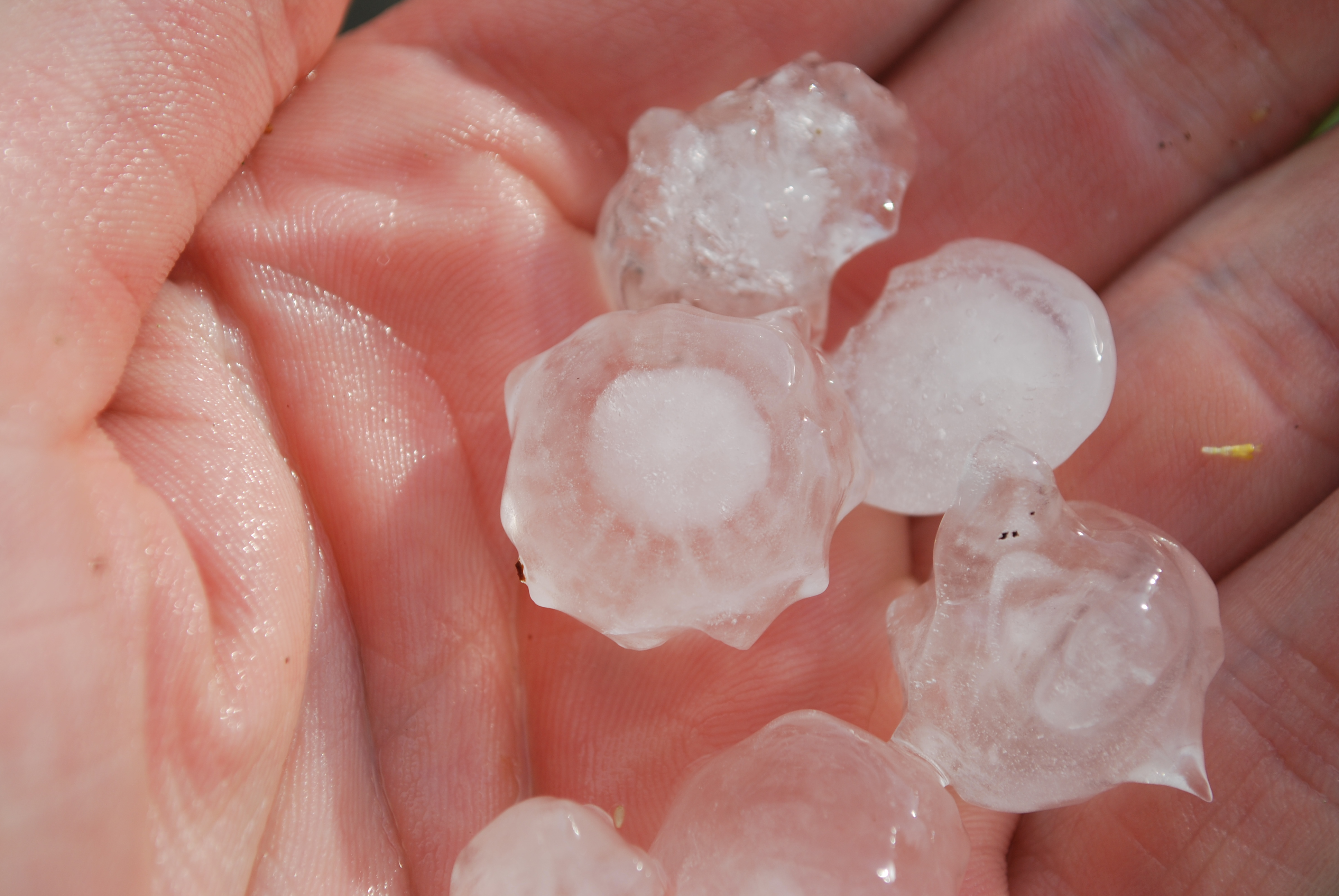
صورة واضحة للبرد

تُعرف أي عاصفة رعدية ينتج عنها بَرَد يصل إلى الأرض باسم عاصفة البَرَد. يبلغ قطر حائل 5 مليمتر (0.20 بوصة) أو أكثر. يمكن أن تنمو أحجار البرد حتى 15 سنتيمتر (6 بوصة) ويزن أكثر من 0.5 كيلوغرام (1.1 رطل).
على عكس حبيبات الجليد، تتكون أحجار البَرَد من طبقات ويمكن أن تكون غير منتظمة وتتجمع معًا.[بحاجة لمصدر] يتكون حائل من ثلج شفاف أو طبقات متبادلة من الجليد الشفاف والشفاف لا يقل عن 1 مليمتر (0.039 بوصة) كثيفة، تترسب على حجر البرد أثناء انتقالها عبر السحابة، معلقة عالياً عن طريق الجو بحركة تصاعدية قوية حتى يتغلب وزنها على التيار الصاعد ويسقط على الأرض. على الرغم من أن قطر البَرَد متنوع، في الولايات المتحدة، فإن متوسط مراقبة البَرَد الضار يتراوح بين 2.5 سم (1 in) وكرة الجولف بحجم (1.75.24) في).
الأحجار أكبر من 2 سم (0.80 in) كبيرة بما يكفي لإحداث ضرر. تصدر خدمة الأرصاد الجوية في كندا تحذيرات شديدة من العواصف الرعدية عند توقع سقوط برد بهذا الحجم أو أعلى. خدمة الطقس الوطنية الأمريكية لديها 2.5 سم (1 in) أو أكبر في عتبة القطر، اعتبارًا من يناير 2010، زيادة عن العتبة السابقة من البَرَد ha بوصة. البلدان الأخرى لديها عتبات مختلفة حسب الحساسية المحلية للبرد؛ على سبيل المثال، يمكن أن تتأثر مناطق زراعة العنب سلبًا بحبات البَرَد الأصغر. يمكن أن تكون أحجار البَرَد كبيرة جدًا أو صغيرة جدًا، اعتمادًا على مدى قوة التيار الصاعد: تنتج عواصف البَرَد الأضعف أحجار بَرَد أصغر من عواصف البَرَد الأقوى (مثل الخلايا الفائقة).

## عاصفة البرد

عاصفة ثلجية

### تعريف عاصفة البرد
هي نوع من العواصف تسقط فيها كرات صغيرة أو كبيرة من الثلج تسمى حبات البرد وتتكون حبات البرد من تجمد قطرات المطر داخل السحب المصاحبة للعواصف الرعدية وتتقاذف الرياح حبات البرد الصغيرة إلى اعلى وأسفل وتظل قطرات المطر تتجمد على حبات البرد وهذا ما يضاعف من حجمها وثقلها حتى تسقط على الأرض.

### الحجم التقريبي لحبة البرد الساقطة
لا يزيد حجم أغلب حبات البرد على حجم حبة البازيلاء لكن الحبات الكبيرة منها يمكن أن تصل إلى حجم كرات الغولف أو كرات التنس أو حتى ثمار الجريب فروت أو ليمون الجنة.

### سرعة سقوط حبات البرد
تندفع حبات البرد الكبيرة نحو الأرض بسرعة تصل نحو 160كم/ساعة.

### حقائق عجيبة عن حبات البرد
أكبر حبة برد سقطت في كوفي فيل بولاية كنساس الأميريكية سنة 1970 وبلغ محيطها 44 سم ووزنها 907 غرامات.

### عواصف برد سجلت اسمها في التاريخ
الجدير بالذكر أن عام 2010 حطم الرقم القياسي من حيث حجم البرد في الولايات المتحدة، حيث تم تسجيل حجم حبة برد تزن 875 جراما وبلغ قطرها 20 سم تقريباً في إحدى البلدات في بتاريخ 23 تموز (يوليو) 2010 وتسببت في حدوث أضرار كبيرة في الممتلكات وقطع التيار الكهربائي عن البلدة ويتشكل البرد نتيجة قوة التيارات الصاعدة الرطبة إلى السحب الركامية والبرودة الشديدة في طبقات الجو العليا وقد سجلت المملكة العربية السعودية العديد من عواصف البرد الضخمة التي تسببت في حدوث أضرار على مدى العقود الثلاثة الماضية وكان أبرزها:
- عاصفة نيسان (أبريل) 1982 التي ضربت شمال القصيم وتسببت في خسائر كبيرة في المحاصيل الزراعية وتكسير الرشاشات المحورية وفي نفس العام وفي شهر أيار (مايو) شهدت بلدة الحناكية تساقطا للبرد بشكل مخيف تسبب في تحطيم النوافذ وبعض السيارات والمظلات، كذلك شهد شمال القصيم في تشرين الثاني (نوفمبر) 1985 عاصفة برد ضخمة تسببت في تكسير الزرع وبعض الأشجار وتحطيم النوافذ كذلك سجلت عاصفة برد ضخمة في محافظة الرس غرب منطقة القصيم في آخر شهر شباط (فبراير) عام 1987 تسببت في تحطيم بعض النوافذ والسيارات.
- كما سجُلت عاصفة برد ضخمة في شباط (فبراير) 1988 شمال العاصمة الرياض تسببت في شل الحركة وأضرار بسيطة في الممتلكات.
- كذلك شهد شمال غرب القصيم في قرية الفويلق تساقط برد تسبب في حدوث أضرار كبيرة طالت الضرع والزرع والممتلكات وكان ذلك في نهاية آذار (مارس) عام 1992 كذلك تكرر مثل هذا الحدث على نفس المنطقة وفي نفس الشهر من العام الذي يليه 1993 وتسبب في حدوث أضرار في المناطق الزراعية وفي شهر نيسان (أبريل) من عام 1995 ضربت عاصفة برد عنيفة (شمال الرياض 30 كيلو مترا) واتجهت إلى مطار الملك خالد الدولي وتسببت في حدوث أضرار في النوافذ الزجاجية وأثرت كذلك في منطقة الثمامة شمال شرق الرياض وتسببت في تحطيم نوافذ السيارات وتكرر نفس الحدث في العام الذي يليه، لكن هذه المرة فوق العاصمة الرياض وعلى نطاق أوسع حيث تشكلت عاصفة برد ضخمة جداً عصر يوم السبت 23 آذار (مارس) 1996 وتسببت في سقوط برد بأحجام كبيرة خاصةً على شمال وشرق العاصمة وتسببت في شل الحركة وسقوط بعض المظلات وتحطم زجاج المنازل والسيارات وأثرت بشكل كبير في هياكل السيارات وكانت عاصفة لا تنسى وآثارها باقية إلى يومنا هذا في بعض اللوحات الإرشادية والسيارات وأجهزة التكييف، كذلك هناك محافظة من محافظات منطقة الرياض تتعرض بشكل شبه متكرر لحوادث عواصف البرد الضخمة وهي محافظة حريملاء حيث اشتهرت بتساقط البرد وكان آخرها التي ضربت المحافظة عصر يوم الخميس 12 نيسان (أبريل) 2007 وأدت إلى تحطيم السيارات والنوافذ الزجاجية واختراق بعض الأسقف الحديدية وقتل كثير من الأغنام وأصابت الناس حالة هلع شديدة بسبب ضخامة حبات البرد وحوادث أخرى كثيرة حدثت في مناطق متفرقة من البلاد.

## تشكيل - تكوين
أشكال حائل في قوية عاصفة رعدية غيوم، لا سيما مع كثافة التيارات، وارتفاع محتوى الماء السائل، ومدى عمودي كبير، قطرات الماء الكبيرة، وفيها جزء كبير من طبقة سحابة دون الصفر 0 °م (32 °ف) . يمكن أن تشير هذه الأنواع من عمليات التحديث القوية أيضًا إلى وجود إعصار. يتأثر معدل نمو أحجار البَرَد بعوامل مثل الارتفاع العالي، وانخفاض مناطق التجمد، وقص الرياح.

### طبقة طبيعة البَرَد

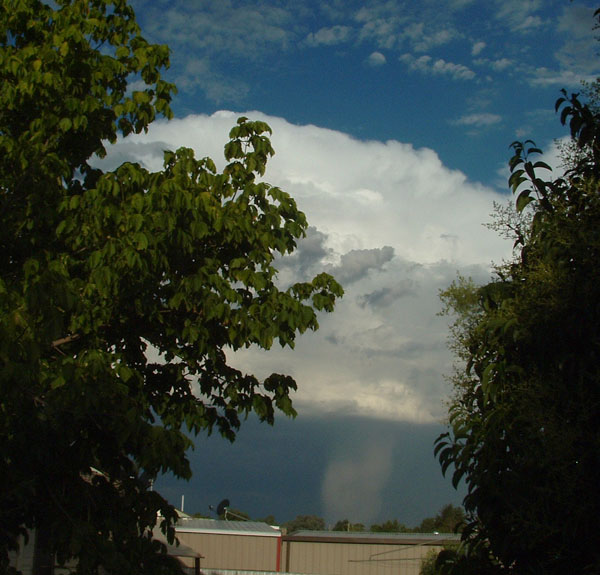
رمح حائل

مثل هطول الأمطار الأخرى في السحب الركامية، يبدأ البرد كقطرات ماء. عندما ترتفع القطرات وتنخفض درجة الحرارة إلى ما دون درجة التجمد، فإنها تصبح مياه فائقة البرودة وتتجمد عند ملامستها لنوى التكثيف. يظهر المقطع العرضي عبر حجر البرد الكبير بنية تشبه البصل. هذا يعني أن حجر البرد مصنوع من طبقات سميكة وشفافة، بالتناوب مع طبقات رقيقة وبيضاء وغير شفافة. اقترحت النظرية السابقة أن أحجار البَرَد تعرضت لعدة نزول وصعود، حيث سقطت في منطقة من الرطوبة وأعيد تجميدها أثناء رفعها. كان يعتقد أن هذه الحركة لأعلى ولأسفل هي المسؤولة عن الطبقات المتعاقبة لحجر البرد. أظهر بحث جديد، قائم على النظرية بالإضافة إلى الدراسة الميدانية، أن هذا ليس صحيحًا بالضرورة.
العاصفة الصاعدة، مع سرعة رياح موجهة لأعلى تصل إلى 110 ميل في الساعة (180 كم/س)،  تهب حجارة البرد المتكونة فوق السحابة. عندما يصعد حجر البرد فإنه يمر إلى مناطق السحابة حيث يختلف تركيز الرطوبة وقطرات الماء فائقة التبريد. يتغير معدل نمو حجر البرد اعتمادًا على التباين في الرطوبة وقطرات الماء فائقة التبريد التي تصادفه. معدل تراكم قطرات الماء هذه هو عامل آخر في نمو حجر البرد. عندما يتحرك حجر البرد إلى منطقة بها تركيز عالٍ من قطرات الماء، فإنه يلتقط الأخيرة ويكتسب طبقة نصف شفافة. إذا تحرك حجر البرد إلى منطقة يتوفر فيها بخار الماء في الغالب، فإنه يكتسب طبقة من الجليد الأبيض غير الشفاف.

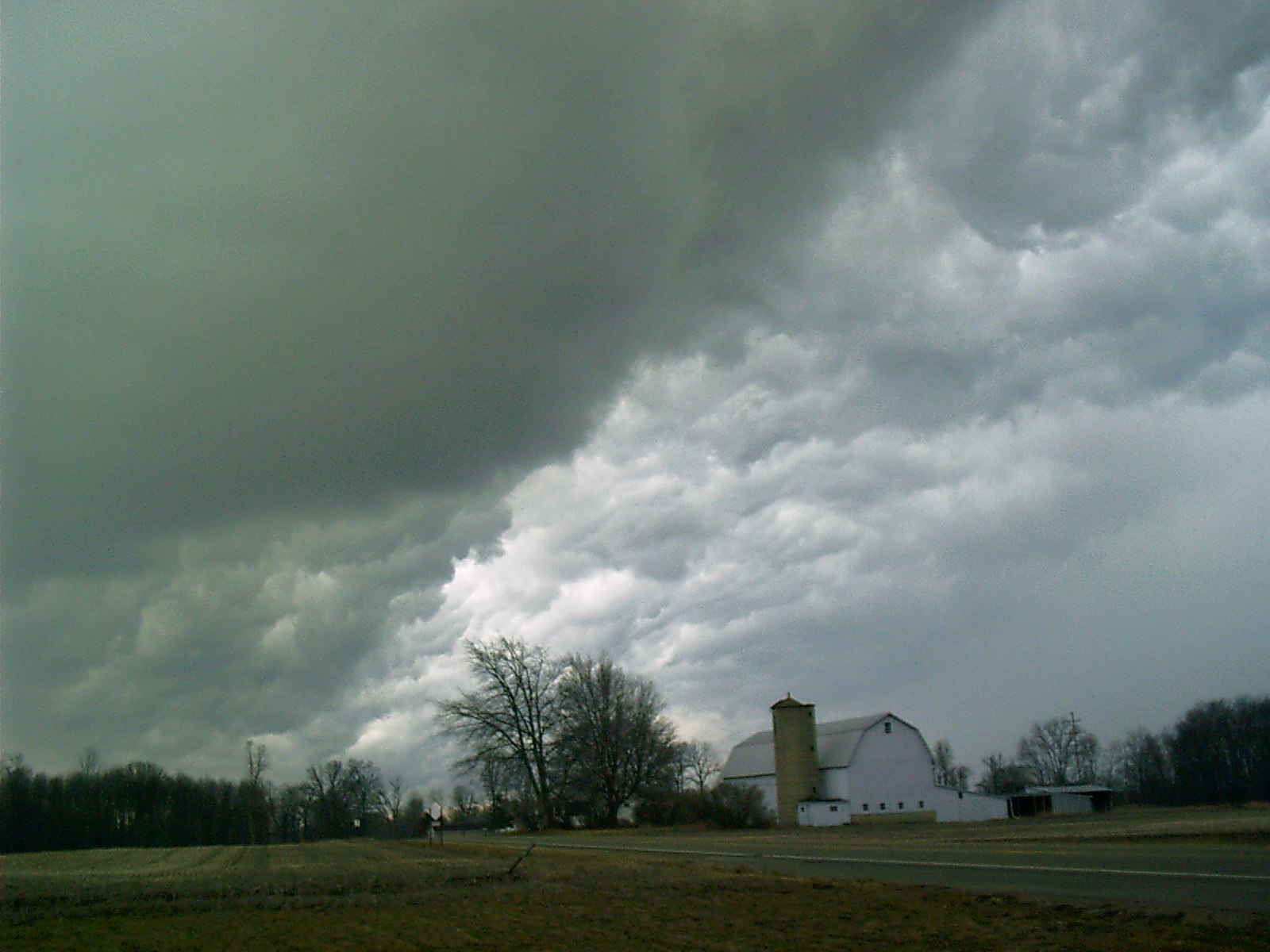
يمكن أن تظهر العواصف الرعدية الشديدة التي تحتوي على البَرَد لونًا أخضر مميزًا

علاوة على ذلك، تعتمد سرعة حجر البرد على موقعه في السحب الصاعد للسحابة وكتلتها. هذا يحدد السماكات المتغيرة لطبقات حجر البرد. يعتمد معدل تراكم قطرات الماء فائقة التبريد على حجر البرد على السرعات النسبية بين قطرات الماء هذه وحجر البرد نفسه. هذا يعني أن أحجار البَرَد الأكبر ستشكل بشكل عام بعض المسافة من التيار الصاعد الأقوى حيث يمكن أن تمضي وقتًا أطول في النمو. بينما ينمو حجر البَرَد فإنه يطلق حرارة كامنة، مما يحافظ على شكله الخارجي في حالة سائلة. نظرًا لأنها تخضع لـ «نمو رطب»، فإن الطبقة الخارجية تكون لزجة (أي أكثر التصاقًا)، لذلك قد ينمو حجر البرد الواحد عن طريق الاصطدام بحجارة البَرَد الأصغر الأخرى، مما يشكل كيانًا أكبر ذو شكل غير منتظم.
يمكن أن يخضع حائل أيضًا لـ «نمو جاف» حيث لا يكفي إطلاق الحرارة الكامنة من خلال التجميد للحفاظ على الطبقة الخارجية في حالة سائلة. يتشكل البَرَد بهذه الطريقة معتمًا بسبب فقاعات الهواء الصغيرة التي تنحصر في الحجر أثناء التجميد السريع. تتجمع هذه الفقاعات وتهرب خلال وضع «النمو الرطب»، ويكون حجر البَرَد أكثر وضوحًا. يمكن أن يتغير نمط نمو حجر البرد خلال تطوره، وهذا يمكن أن ينتج عنه طبقات مميزة في المقطع العرضي لحجر البرد.
سوف يستمر حجر البرد في الارتفاع في العاصفة الرعدية حتى لا يمكن دعم كتلته بواسطة التيار الصاعد. قد يستغرق هذا 30 دقيقة على الأقل بناءً على قوة التيار الصاعد في العاصفة الرعدية المنتجة للبَرَد، والتي يكون قمتها عادةً أكبر من 10 كم عالية. ثم يسقط نحو الأرض بينما يستمر في النمو، بناءً على نفس العمليات، حتى يغادر السحابة. سيبدأ لاحقًا في الذوبان عندما يمر في الهواء فوق درجة حرارة التجمد.
وبالتالي، فإن المسار الفريد في العاصفة الرعدية كافٍ لشرح البنية الشبيهة بطبقة حجر البرد. الحالة الوحيدة التي يمكن فيها مناقشة مسارات متعددة هي في عاصفة رعدية متعددة الخلايا، حيث يمكن إخراج حجر البرد من أعلى الخلية «الأم» والتقاطها في تيار صاعد لخلية «ابنة» أكثر كثافة. هذه، مع ذلك، حالة استثنائية.

### العوامل التي تفضل البَرَد
حائل هو الأكثر شيوعًا داخل المناطق الداخلية القارية لخطوط العرض الوسطى، حيث يكون تكوين البرد أكثر احتمالًا عندما يكون مستوى التجمد أقل من ارتفاع 11,000 قدم (3,400 م). يمكن أن تؤدي حركة الهواء الجاف إلى عواصف رعدية قوية فوق القارات إلى زيادة تواتر تساقط البَرَد عن طريق تعزيز التبريد التبخيري الذي يقلل من مستوى التجمد لسحب العواصف الرعدية مما يعطي البَرَد حجمًا أكبر لينمو فيه. وفقًا لذلك، يكون البَرَد أقل شيوعًا في المناطق المدارية على الرغم من تواتر العواصف الرعدية أعلى بكثير مما هو عليه في خطوط العرض الوسطى لأن الغلاف الجوي فوق المناطق المدارية يميل إلى أن يكون أكثر دفئًا على ارتفاع أكبر بكثير. يحدث البَرَد في المناطق المدارية بشكل رئيسي في المرتفعات العالية.
يصبح نمو حائل صغيرًا جدًا عندما تنخفض درجات حرارة الهواء إلى ما دون −30 °م (−22 °ف) حيث تصبح قطرات الماء فائقة التبريد نادرة في درجات الحرارة هذه. حول العواصف الرعدية، من المرجح أن يكون البَرَد داخل السحابة على ارتفاعات تزيد عن 20,000 قدم (6,100 م) . بين 10,000 قدم (3,000 م) و 20,000 قدم (6,100 م)، لا يزال 60 في المائة من البرد داخل العاصفة الرعدية، على الرغم من أن 40 في المائة يقع الآن في الهواء الصافي تحت السندان. أقل من 10,000 قدم (3,000 م)، يتوزع البرد بالتساوي في وحول عاصفة رعدية على مسافة 2 ميل بحري (3.7 كـم).

## علم المناخ
تحدث حائل بشكل متكرر داخل المناطق الداخلية القارية عند خطوط العرض الوسطى وهي أقل شيوعًا في المناطق المدارية، على الرغم من تواتر العواصف الرعدية أعلى بكثير مما يحدث في خطوط العرض الوسطى. كما أن حائل أكثر شيوعًا على طول سلاسل الجبال لأن الجبال تجبر الرياح الأفقية لأعلى (المعروفة باسم الرفع الجبلي)، مما يؤدي إلى تكثيف الصعود الصاعد داخل العواصف الرعدية وجعل البرد أكثر احتمالية. تؤدي الارتفاعات المرتفعة أيضًا إلى تقليل الوقت المتاح ليذوب البرد قبل الوصول إلى الأرض. واحدة من أكثر المناطق شيوعًا للبَرَد الكبير هي المناطق الجبلية في شمال الهند، والتي سجلت أعلى معدل وفيات مرتبط بالبرد في عام 1888. كما تشهد الصين عواصف برد كبيرة. تشهد أوروبا الوسطى وجنوب أستراليا أيضًا الكثير من عواصف البَرَد. المناطق التي تحدث فيها عواصف البَرَد بشكل متكرر هي جنوب وغرب ألمانيا، وشمال وشرق فرنسا، وجنوب وشرق البنلوكس. في جنوب شرق أوروبا، تشهد كرواتيا وصربيا تكرارًا لحدوث البَرَد.
في أمريكا الشمالية، يكون البَرَد أكثر شيوعًا في المنطقة التي تلتقي فيها كولورادو ونبراسكا ووايومنغ، والمعروفة باسم «زقاق هيلستورم». تقع حائل في هذه المنطقة بين شهري مارس وأكتوبر خلال ساعات الظهيرة والمساء، مع حدوث الجزء الأكبر من مايو حتى سبتمبر. شايان، وايومنغ هي أكثر مدن أمريكا الشمالية عرضة للبرد بمتوسط تسعة إلى عشرة عواصف برد في الموسم. إلى الشمال من هذه المنطقة وأيضًا في اتجاه الريح لجبال روكي توجد منطقة زقاق هيلستورم في ألبرتا، والتي تشهد أيضًا زيادة في حوادث البَرَد الكبيرة.

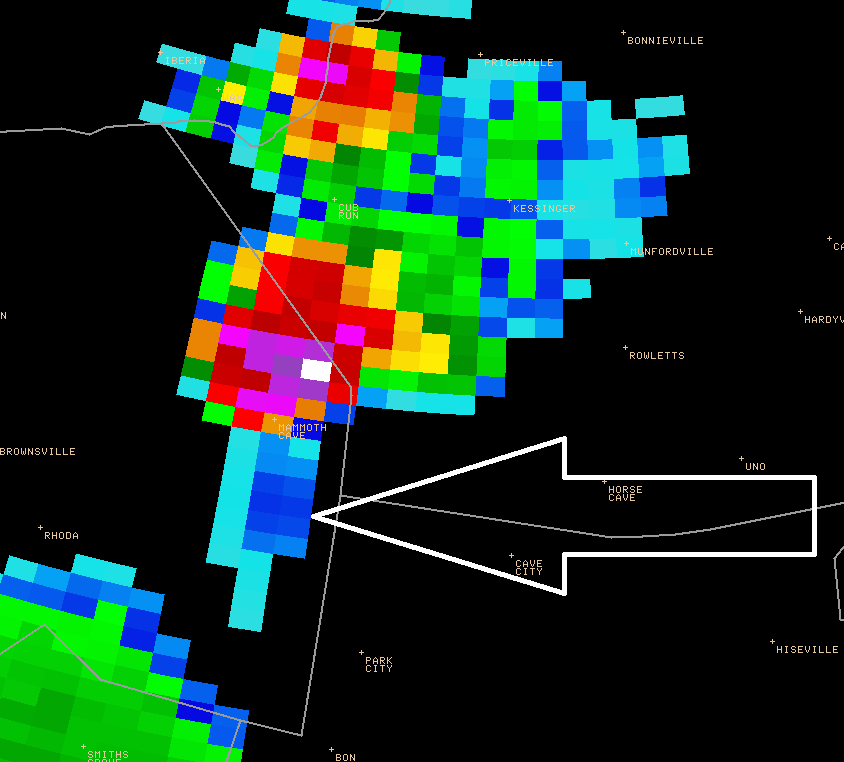
مثال على ارتفاع ثلاثي الأجسام: الأصداء المثلثية الضعيفة (المدببة بالسهم) خلف قلب العاصفة الرعدية الحمراء والبيضاء مرتبطة بالبَرَد داخل العاصفة.

### الكشف على المدى القصير
يعد رادار الطقس أداة مفيدة للغاية للكشف عن وجود العواصف الرعدية الناتجة عن البَرَد. ومع ذلك، يجب استكمال بيانات الرادار بمعرفة الظروف الجوية الحالية التي يمكن أن تسمح للشخص بتحديد ما إذا كان الغلاف الجوي الحالي يفضي إلى تطور البَرَد.
يقوم الرادار الحديث بمسح العديد من الزوايا حول الموقع. تتناسب قيم الانعكاسية عند زوايا متعددة فوق مستوى سطح الأرض في العاصفة مع معدل هطول الأمطار عند تلك المستويات. يعطي جمع الانعكاسات في السائل المتكامل رأسيًا أو VIL محتوى الماء السائل في السحابة. تظهر الأبحاث أن تطور البَرَد في المستويات العليا من العاصفة مرتبط بتطور VIL. مقسومة VIL على المدى الرأسي للعاصفة، والتي تسمى كثافة VIL، لها علاقة بحجم البرد، على الرغم من أن هذا يختلف مع الظروف الجوية وبالتالي ليس دقيقًا للغاية. تقليديا، يمكن تقدير حجم واحتمالية البَرَد من بيانات الرادار بواسطة الكمبيوتر باستخدام الخوارزميات بناءً على هذا البحث. تتضمن بعض الخوارزميات ارتفاع مستوى التجمد لتقدير ذوبان حجر البرد وما يمكن تركه على الأرض.
أنماط معينة من الانعكاسية هي أدلة مهمة لأخصائي الأرصاد الجوية أيضًا. ومثال على ذلك ارتفاع تشتيت الأجسام الثلاثة. هذا هو نتيجة الطاقة من الرادار التي تضرب البرد وتنحرف إلى الأرض، حيث تنحرف مرة أخرى إلى البرد ثم إلى الرادار. استغرقت الطاقة وقتًا أطول للانتقال من البرد إلى الأرض والعكس، على عكس الطاقة التي انتقلت مباشرة من البرد إلى الرادار، وكان الصدى بعيدًا عن الرادار أكثر من الموقع الفعلي للبرد على نفس الشيء مسار شعاعي، وتشكيل مخروط من انعكاسات أضعف.
في الآونة الأخيرة، تم تحليل خصائص الاستقطاب لعودة رادار الطقس للتمييز بين البرد والأمطار الغزيرة. استخدام الانعكاسية التفاضلية ({\displaystyle Z_{dr}})، بالاقتران مع الانعكاس الأفقي ({\displaystyle Z_{h}}) إلى مجموعة متنوعة من خوارزميات تصنيف البَرَد. بدأ استخدام صور الأقمار الصناعية المرئية لاكتشاف البَرَد، لكن معدلات الإنذار الخاطئ تظل مرتفعة باستخدام هذه الطريقة.

## الحجم والسرعة النهائية

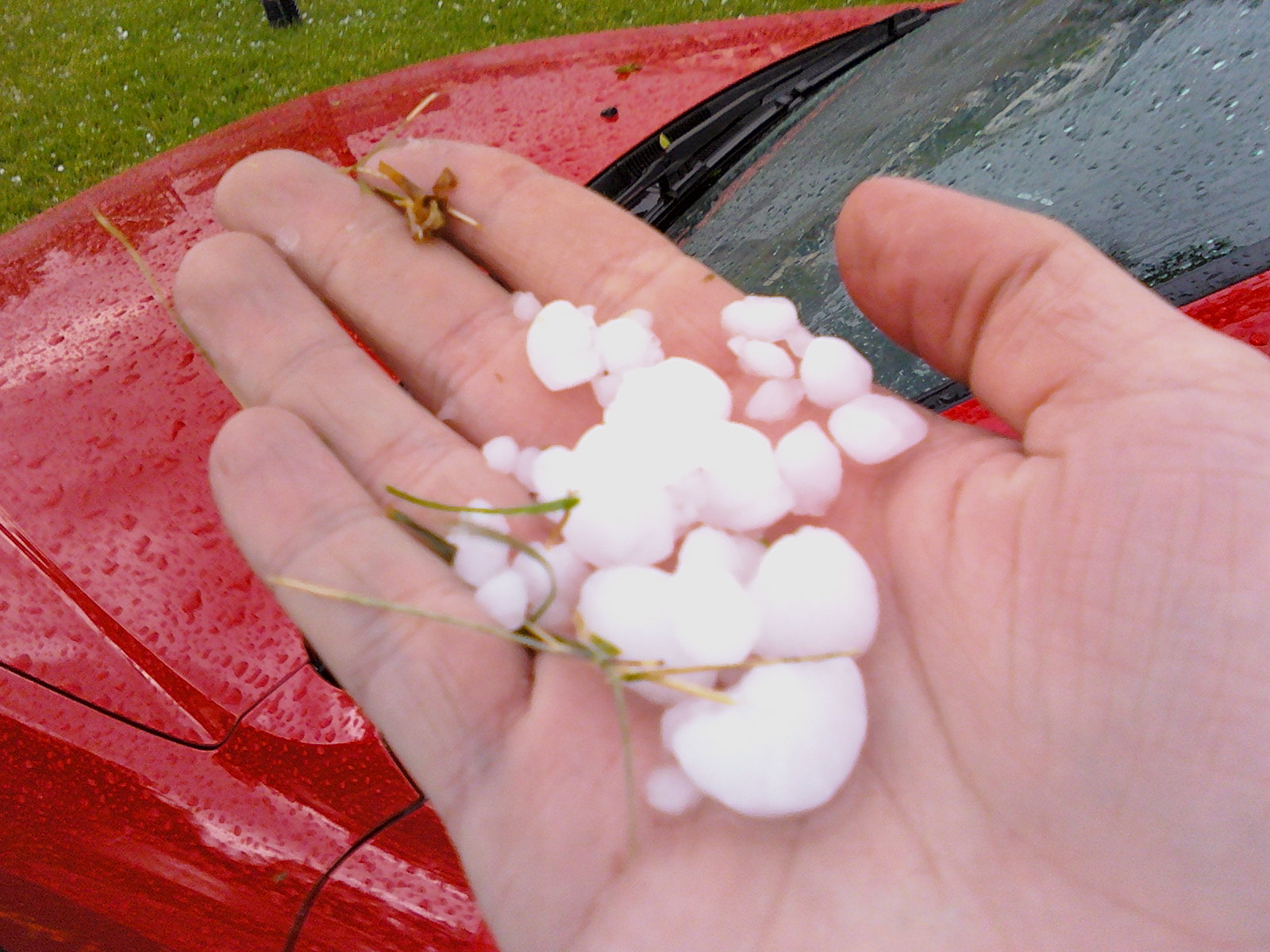
يتراوح حجم أحجار البرد من بضعة مليمترات إلى أكثر من سنتيمتر في القطر.

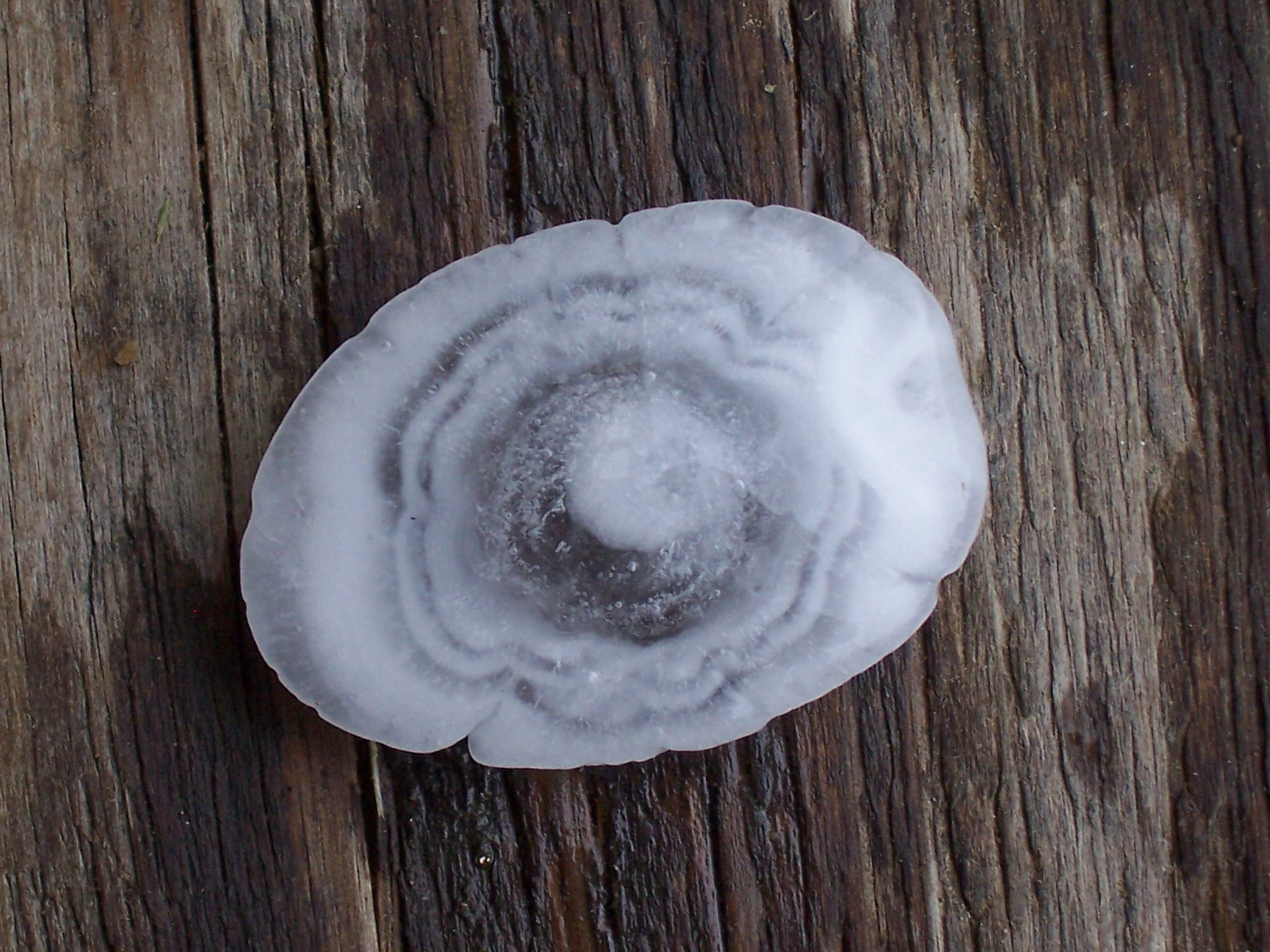
حجر البرد كبير مع حلقات متحدة المركز

من الأفضل تحديد حجم أحجار البَرَد عن طريق قياس قطرها باستخدام المسطرة. في حالة عدم وجود مسطرة، غالبًا ما يتم تقدير حجم حجر البرد بصريًا من خلال مقارنة حجمه بحجم الأشياء المعروفة، مثل العملات المعدنية. يعد استخدام الأشياء مثل بيض الدجاج والبازلاء والرخام لمقارنة أحجام حجر البرد غير دقيق، نظرًا لأبعادها المتنوعة. منظمة المملكة المتحدة، تورو، تتوسع أيضًا في كل من أحجار البرد وعواصف البرد.
عند ملاحظته في المطار، يتم استخدام كود تقرير الطقس للمطار (ميتار) في مراقبة الطقس السطحي التي تتعلق بحجم حجر البرد. ضمن كود ميتار، يتم استخدام جيه آر (GR) للإشارة إلى البرد الأكبر، الذي يبلغ قطره 0.25 بوصة (6.4 مـم) . GR مشتق من الكلمة الفرنسية (grêle) وتعني تمطر بردا بقوة كالوابل. يستخدم البَرَد الأصغر حجمًا، وكذلك حبيبات الثلج، ترميز جيه إس (GS)، وهو اختصار للكلمة الفرنسية (grésil) وتعني البرد.

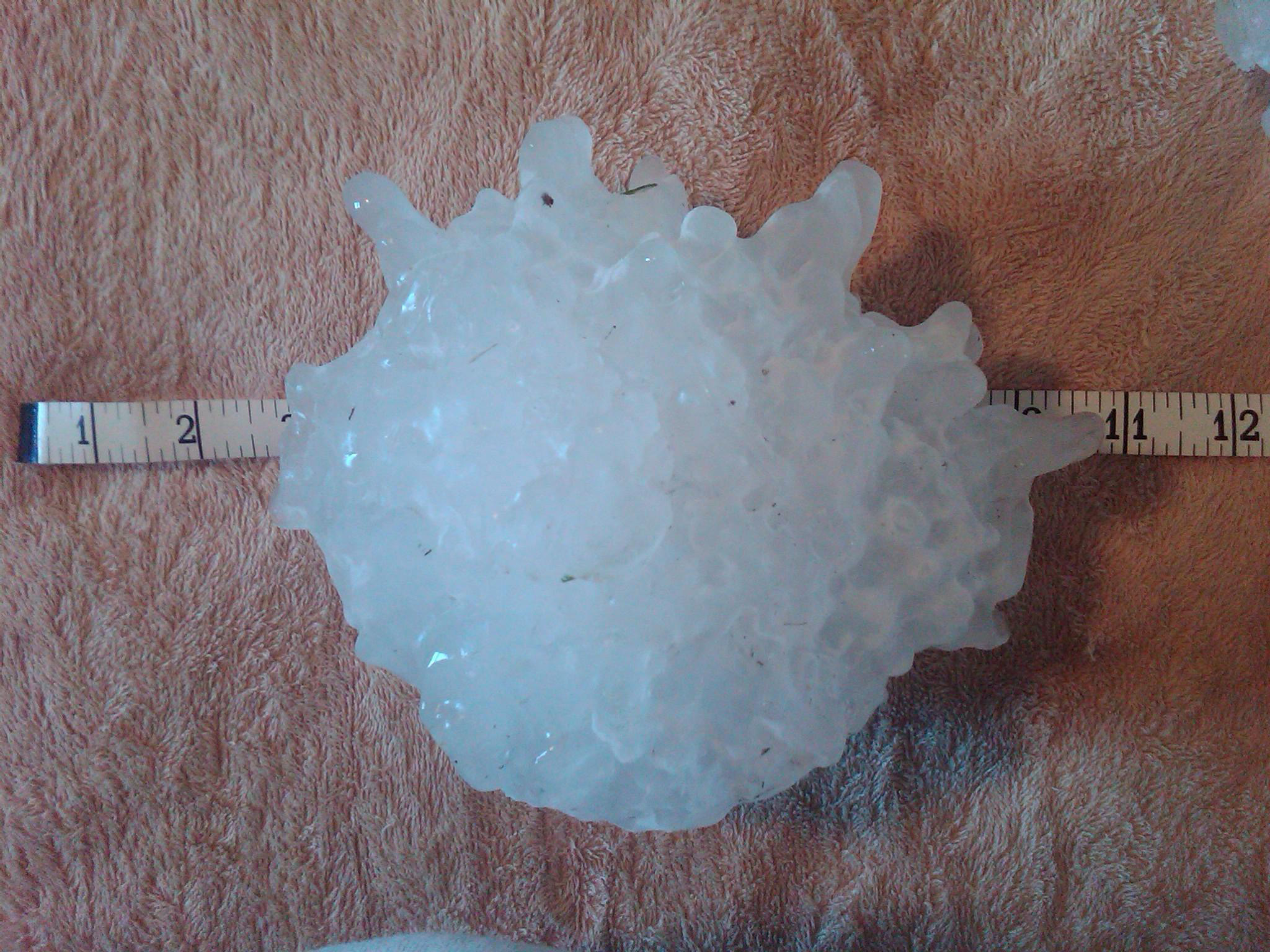
أكبر حجارة البرد المسجلة في الولايات المتحدة.

تختلف السرعة النهائية للبَرَد، أو السرعة التي يتساقط بها البَرَد عندما يصطدم بالأرض. تشير التقديرات إلى أن حجر البرد 1 سنتيمتر (0.39 بوصة) قطرها بمعدل 9 متر في الثانية (20 ميل/س)، بينما الأحجار بحجم 8 سنتيمتر (3.1 بوصة) ينخفض قطرها بمعدل 48 متر في الثانية (110 ميل/س) . تعتمد سرعة حجر البَرَد على حجم الحجر، والاحتكاك مع الهواء الذي يتساقط من خلاله، وحركة الرياح التي تتساقط من خلالها، والتصادم مع قطرات المطر أو أحجار البَرَد الأخرى، والذوبان عندما تسقط الحجارة في جو أكثر دفئًا. نظرًا لأن أحجار البَرَد ليست مجالات مثالية، فمن الصعب حساب سرعتها بدقة.

### سجلات حائل
الأرصاد الجوية الضخمة، صخور الجليد الكبيرة التي لا ترتبط بالعواصف الرعدية، لم تعترف بها المنظمة العالمية للأرصاد الجوية رسميًا باسم «البَرَد»، وهي تجمعات جليدية مرتبطة بالعواصف الرعدية، وبالتالي لا يتم تقديم سجلات الخصائص المتطرفة للريوماتيزم الضخمة كسجلات بَرَد .
- أثقل: 1.02 كجم (2.25 رطل)؛ منطقة جوبالجانج، بنغلاديش، 14 أبريل 1986.[40][41]
- أكبر قطر تم قياسه رسميًا: 7.9 بوصة (20 سـم) قطر، 18.622 بوصة (47.30 سـم) محيط؛ فيفيان، داكوتا الجنوبية، 23 يوليو 2010.[42]
- أكبر محيط تم قياسه رسميًا: 18.74 بوصة (47.6 سـم)محيط، 7.0 بوصة (17.8 سـم) القطر أورورا، نبراسكا، 22 يونيو 2003.[41][43]
- أعظم متوسط لهطول البَرَد: كيريشو، كينيا تشهد عواصف بَرَد، في المتوسط، 50 يومًا سنويًا. يقع كريتشو بالقرب من خط الاستواء ويساهم ارتفاع 7200 قدم في كونه بقعة ساخنة للبرد.[44] وصل Kericho إلى الرقم القياسي العالمي لمدة 132 يومًا من البرد في عام واحد.[45]

## المخاطر

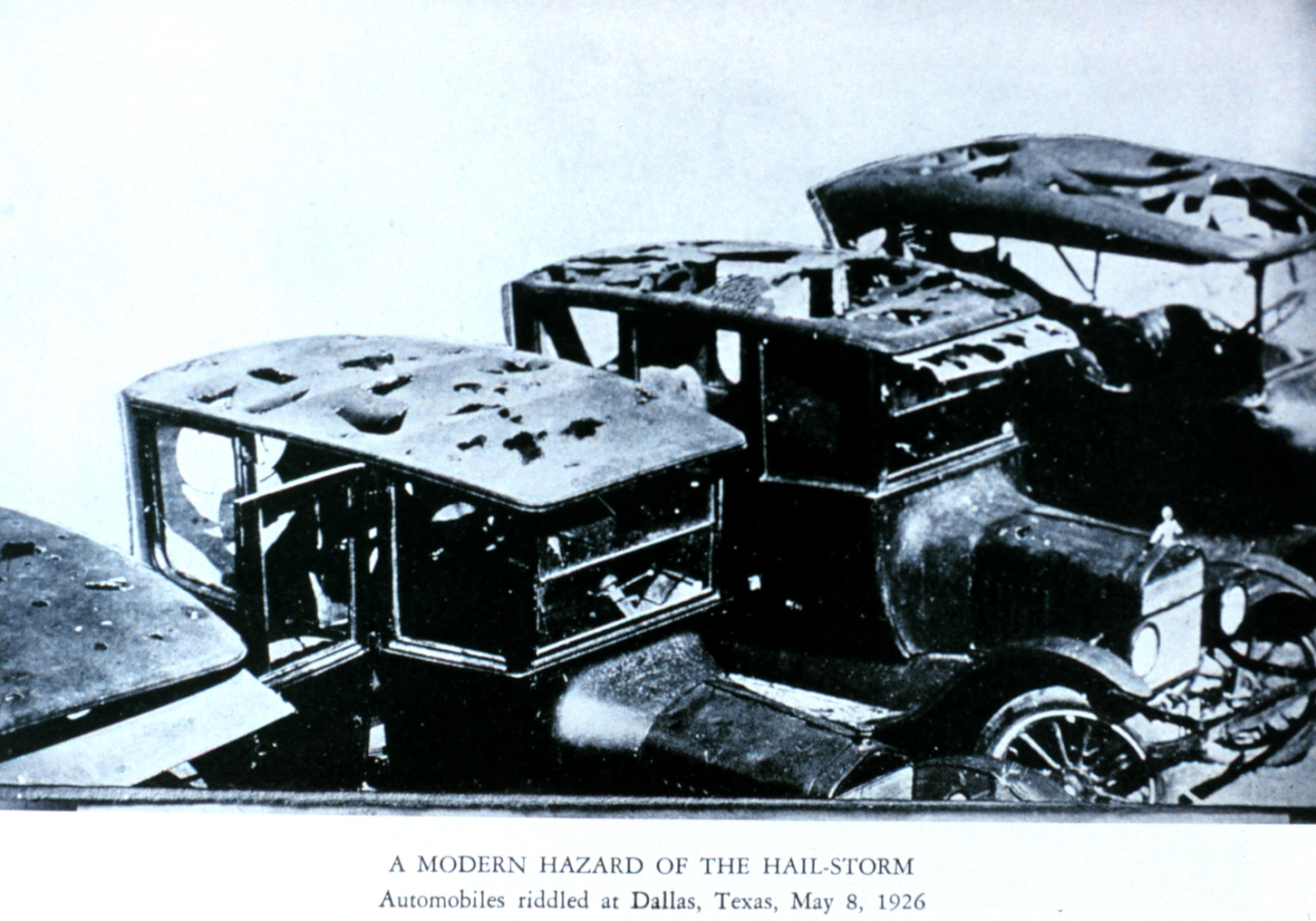
لم تكن السيارات المبكرة مجهزة للتعامل مع البَرَد.

يمكن أن يتسبب حائل في أضرار جسيمة، لا سيما للسيارات والطائرات والمناور والهياكل ذات الأسقف الزجاجية والماشية والمحاصيل الأكثر شيوعًا. غالبًا ما يمر ضرر البَرَد الذي يصيب الأسطح دون أن يلاحظه أحد حتى يتم رؤية المزيد من الأضرار الهيكلية، مثل التسريبات أو الشقوق. من الصعب التعرف على أضرار البَرَد على الأسطح ذات الألواح الخشبية والأسطح المسطحة، لكن جميع الأسطح بها مشاكل الكشف عن أضرار البَرَد. السقوف المعدنية مقاومة إلى حد ما لأضرار البَرَد، ولكنها قد تتراكم أضرارًا تجميلية على شكل خدوش وطلاءات تالفة.
حائل من أهم مخاطر العواصف الرعدية على الطائرات. عندما تتجاوز حبات البَرَد 0.5 بوصة (13 مـم)، يمكن أن تتضرر الطائرات بشدة في غضون ثوانٍ. يمكن أن تشكل البَرَد المتراكمة على الأرض خطرًا أيضًا على هبوط الطائرات. كما أن حائل مصدر إزعاج شائع لسائقي السيارات، حيث يتسبب في إحداث انبعاجات شديدة للمركبة وتكسير الزجاج الأمامي والنوافذ أو حتى تحطيمه. يعتبر القمح والذرة وفول الصويا والتبغ من أكثر المحاصيل حساسية لتلف البرد. حائل هي واحدة من أغلى المخاطر في كندا.
في حالات نادرة، من المعروف أن حبات البَرَد الضخمة تسبب ارتجاجات أو صدمة قاتلة في الرأس. كانت عواصف البَرَد سببًا لأحداث مُكلفة ومميتة عبر التاريخ. وقعت واحدة من أقدم الحوادث المعروفة في القرن التاسع تقريبًا في رووبكوند، أوتارانتشال، الهند، حيث مات 200 إلى 600 من البدو من إصابات البَرَد بحجم كرات الكريكيت.

## تراكمات

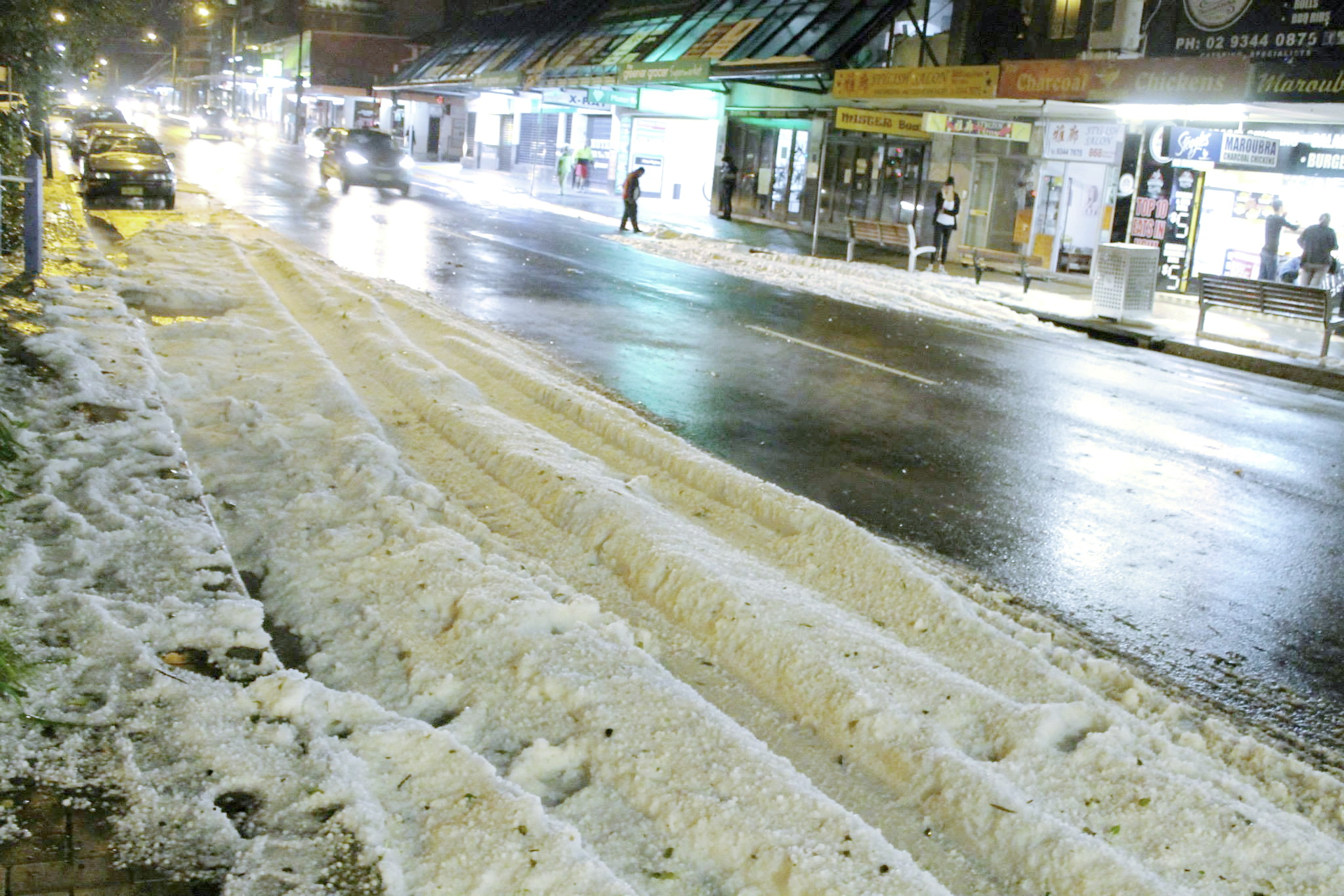
البَرَد المتراكم في سيدني، أستراليا (أبريل 2015).

تُعرف المناطق الضيقة حيث يتراكم البرد على الأرض مع نشاط العواصف الرعدية باسم خطوط البرد أو مساحات البَرَد،  والتي يمكن اكتشافها بواسطة القمر الصناعي بعد مرور العواصف. تستمر عواصف البَرَد عادةً من بضع دقائق إلى 15 دقيقة في المدة. يمكن أن يؤدي تراكم عواصف البَرَد إلى تغطية الأرض بأكثر من 2 بوصة (5.1 سـم) من البرد، مما يتسبب في فقدان الآلاف للطاقة، وإسقاط العديد من الأشجار. قد تكون الفيضانات والانهيارات الطينية داخل مناطق التضاريس شديدة الانحدار مصدر قلق لتراكم البرد.
اعماق تصل إلى 18 بوصة (0.46 م) تم الإبلاغ عنها. تشبه المناظر الطبيعية المغطاة بالبرد المتراكم بشكل عام تلك المغطاة بالثلوج المتراكمة وأي تراكم كبير للبَرَد له نفس التأثيرات التقييدية لتراكم الثلوج، وإن كان على مساحة أصغر، على النقل والبنية التحتية. يمكن أن يتسبب البرد المتراكم أيضًا في حدوث فيضانات عن طريق سد المصارف، ويمكن أن ينتقل البرد في مياه الفيضان، ويتحول إلى طين شبيه بالثلج يتم ترسبه على ارتفاعات منخفضة.
في حالات نادرة إلى حد ما، يمكن أن تصبح العاصفة الرعدية ثابتة أو تقريبًا بينما ينتج البَرَد بكثرة ويحدث تراكم أعماق كبيرة ؛ يميل هذا إلى الحدوث في المناطق الجبلية، مثل قضية 29 يوليو 2010  لتراكم البرد في مقاطعة بولدر، كولورادو. في 5 حزيران (يونيو) 2015، سقط بَرَد يصل عمقه إلى أربعة أقدام على كتلة سكنية واحدة في دنفر، كولورادو. كانت أحجار البَرَد، الموصوفة بين حجم النحل الطنان وكرات البينج بونج، مصحوبة بأمطار ورياح شديدة. سقط البرد في منطقة واحدة فقط، تاركًا المنطقة المحيطة دون مساس. سقطت لمدة ساعة ونصف بين الساعة 10 مساءً و 11:30 مساء. وقال خبير أرصاد بالهيئة الوطنية للأرصاد الجوية في بولدر، «إنها ظاهرة مثيرة للاهتمام للغاية. رأينا العاصفة توقف. أنتجت كميات وفيرة من البَرَد في منطقة صغيرة واحدة. إنه شيء يتعلق بالأرصاد الجوية». ملأت الجرارات المستخدمة لتطهير المنطقة أكثر من 30 شاحنة قلابة من البَرَد.

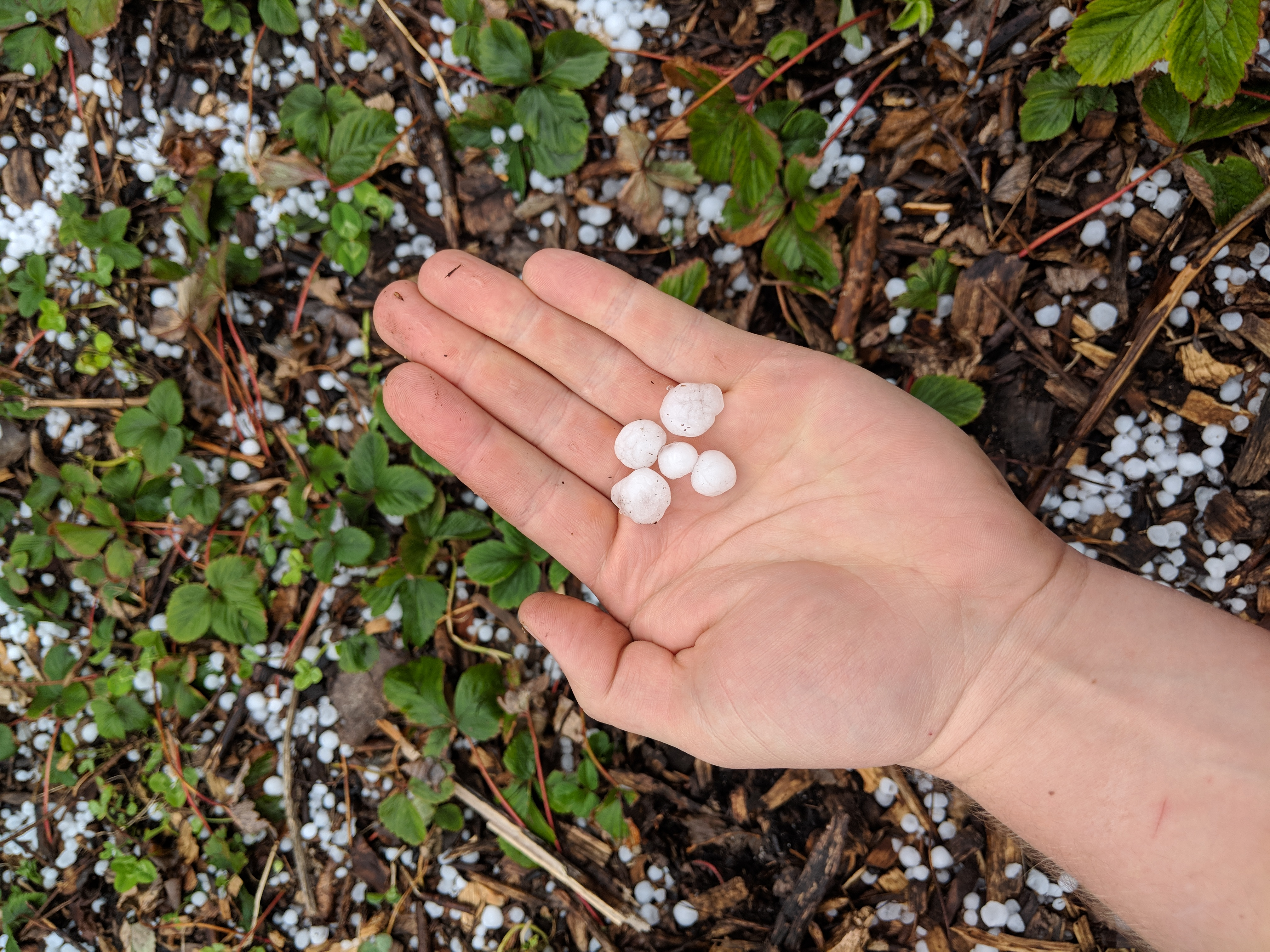
يد تمسك البرد في رقعة فراولة

ركز البحث على أربعة أيام فردية تراكمت فيها أكثر من 5.9 بوصات (15 سم) من البرد في 30 دقيقة على المدى الأمامي في كولورادو أظهر أن هذه الأحداث تشترك في أنماط متشابهة في الطقس السينوبتيكي الملحوظ وخصائص الرادار والبرق،  مما يشير إلى إمكانية التنبؤ بهذه الأحداث قبل وقوعها. المشكلة الأساسية في البحث المستمر في هذا المجال هي أنه، على عكس قطر البرد، لا يتم الإبلاغ عن عمق البرد بشكل شائع. يترك نقص البيانات الباحثين والمتنبئين في الظلام عند محاولة التحقق من الأساليب التشغيلية. يجري بذل جهد تعاوني بين جامعة كولورادو وخدمة الطقس الوطنية. هدف المشروع المشترك هو حشد المساعدة من عامة الناس لتطوير قاعدة بيانات لأعماق تراكم البَرَد.

## القمع والوقاية

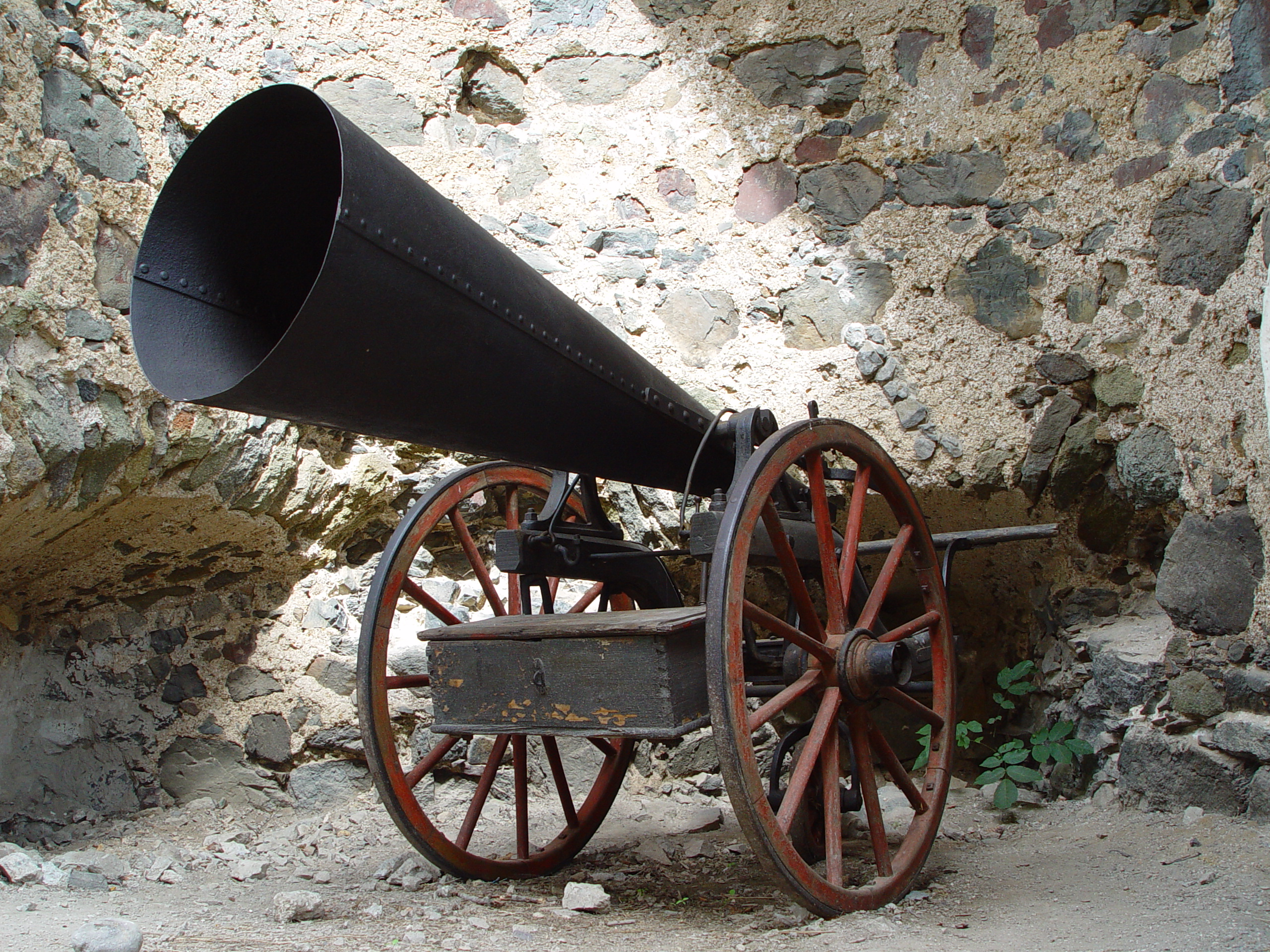
مدفع حائل في قلعة قديمة في بانسكا ستيافنيكا، سلوفاكيا

خلال العصور الوسطى، اعتاد الناس في أوروبا على قرع أجراس الكنائس ومدافع النيران لمحاولة منع البرد والأضرار اللاحقة للمحاصيل. تتوفر إصدارات محدثة من هذا النهج كمدافع حائل حديثة. تم إجراء استمطار الغيوم بعد الحرب العالمية الثانية للقضاء على تهديد البَرَد،  لا سيما في جميع أنحاء الاتحاد السوفيتي - حيث زُعم أنه تم تحقيق انخفاض بنسبة 70-98٪ في تلف المحاصيل من عواصف البَرَد عن طريق نشر يوديد الفضة في السحب باستخدام الصواريخ وقذائف مدفعية. تم تنفيذ برامج قمع حائل من قبل 15 دولة بين عامي 1965 و 2005.

## اقرأ أيضًا
- جراوبيل.
- حبيبات الثلج.
- النيزك العملاق.
- الصقيع (توضيح).
- صقيع ناعم.
- مزن ركامي.
- نيزك جليدي ضخم.
- برد دقيق.

## روابط خارجية
- أدوات بحث عاصفة حائل.
- صحيفة وقائع حائل.
- كوارث الطقس والمناخ التي تبلغ قيمتها مليار دولار أمريكي.
- Hail Storms على يوتيوب.